# Weverton
Weverton Pereira da Silva, simplement connu sous le nom de Weverton, né le 13 décembre 1987 à Rio Branco au Brésil, est un footballeur international brésilien qui joue pour SE Palmeiras en tant que gardien de but.

## Biographie

### Carrière en club
Wéverton rejoint l'équipe junior des Corinthians en 2006 à l'âge de 19 ans.
Weverton est ensuite prêté au Clube do Remo, à l'Oeste Futebol Clube et à l'América Futebol Clube. Avec ce dernier, il apparaît régulièrement au sein de la Série B, partageant des minutes avec le vétéran Rodolpho.
En mai 2012, il rejoint l'Atlético Paranaense, après l'expiration de son précédent contrat.
Le 15 octobre 2014, après avoir été nommé capitaine pour le championnat du Brésil 2014, Wéverton renouvelle son contrat jusqu'en 2017.

### Carrière internationale
Le 31 juillet 2016, il est sélectionné en équipe du Brésil olympique pour les Jeux olympiques d'été de 2016 par le manager Rogério Micale, afin de remplacer Fernando Prass, qui a quitté l'équipe pour cause de blessure
Le 20 août 2016, en finale contre l'Allemagne au Maracanã, et alors que le score est de 1-1 après le temps réglementaire, Weverton réalise un arrêt décisif face au 6e tireur allemand, Nils Petersen, ce qui permet au Brésil d'obtenir sa première médaille d'or olympique grâce au penalty réussi dans la foulée par Neymar.
Après avoir remporté la médaille d'or lors des Jeux olympiques d'été de 2016, Weverton est appelé par l'entraîneur Tite pour les matchs de qualification pour la Coupe du monde 2018, contre l'Équateur et la Colombie. Malheureusement pour lui, il ne fera pas partie des joueurs sélectionnés pour le mondial 2018. 
Il fut sélectionné pour disputer la Copa America 2021 où les Brésiliens s'inclineront en finale contre l'Argentine. Le 7 novembre 2022, il est sélectionné par Tite pour participer à la Coupe du monde 2022.

## Palmarès

### En Sélection
Brésil olympique
- Jeux olympiques d'été de 2016 : 
  - Vainqueur (1) : 2016

- Copa America
  - Finaliste : 2021

### En club
- Champion du Brésil de D2 en 2011 avec Portuguesa

- Championn du Paraná en 2016 avec Atlético Paranaense
- Champion du Brésil en 2018 et 2022 avec Palmeiras
- Vainqueur de la Copa Libertadores en 2020 et 2021 avec Palmeiras
- Vainqueur du Coupe du Brésil en 2020 avec Palmeiras
- Vainqueur du Championnat de São Paulo en 2020 avec Palmeiras